# Rod Argent
Rodney Terence Argent, detto Rod (St Albans, 14 giugno 1945), è un cantautore e tastierista britannico.
È il fondatore dei gruppi rock The Zombies, attivo negli anni '60 e poi dal 1991, e degli Argent, attivi dal 1968 al 1976 e ricomposti nel 2010. Ha all'attivo anche due album da solista.

## Discografia

### Album da solista
- 1978 - Moving Home
- 1988 - Red House
- 1998 - Classically Speaking

### Collaborazioni
- 1981 - Ghosts (con Barbara Thompson)
- 1983 - Metro (con John Dankworth)
- 1984 - Second Sight (con Robert Howes)